# Unigenitus
Unigenitus (з лат. — «Єдинородний Син») — назва булли, що зіграла значну роль в історії янсенізму.

## Історія
Коли після смерті Антуана Арно, 1694 року, становище вождя янсеністів зайняв ораторіанець Паск'є Кенель, янсеністська суперечка, що було затихла, знову пожвавішала. Кенель ще раніше опублікував свій «Новий Заповіт із моральними роздумами», але ця книга не викликала жодних підозр, і шалонський єпископ Ноайль навіть схвалив її. Через кілька днів єзуїти звернули на неї увагу і відкрили в ній явні сліди янсеністських поглядів. Книгу негайно винесли на суд папської курії, котра спорядила спеціальну комісію з домініканців (єзуїтів не допустили, остерігаючись їхньої зацікавленості), яка й засудила її 1708 року. Два єпископи зразу ж заборонили її читання у своїх дієцезіях, але Ноайль, який став на той час архієпископом паризьким і не бажав прямо суперечити своєму колишньому ставленню до книги, зажадав перегляду вироку комісії. Климент XI погодився, але й цього разу, після ретельного дослідження, засудив 101 положення з «Моральних роздумів». Цю постанову оприлюднено 1713 року у вигляді булли Unigeuitus. Ноайль не міг більше чинити опору і заборонив у своїй єпархії книгу Кенеля; але, оскільки деякі з засуджених положень, взяті поза контекстом, не являли собою нічого єретичного, він, перш ніж остаточно прийняти буллу, знову попросив у папи пояснень.
Тут у справу втрутилася мадам де Ментенон; під впливом своєї надто ортодоксальної дружини, Людовік XIV наказав парламенту зареєструвати буллу. Скликати місцевий собор, який мав покінчити з питанням у тому сенсі, в якому цього хотіла Ментенон, старому королеві завадила смерть. Безтурботний щодо всяких єресей регент герцог Орлеанський відразу відсторонився від релігійної суперечки, і суспільство почало змінювати своє ставлення до булли. Богословські факультети Парижа, Реймса, Нанта, які раніше визнали буллу, відмовилися від неї; чотири єпископи приготували апеляцію до найближчого вселенського собору; до них приєдналися 100 професорів богослов'я зі Сорбонни, з Ноайлем (вже кардиналом) на чолі. Климент XI поспішив видати нову буллу «Pastoralis officii» (1718), яка відлучила від церкви всіх, хто не підкорялися буллі Unigenitus.
Ні папі, ні регенту, якому набридли суперечки, пов'язані з буллою, не вдалося, однак, досягти умиротворення. Незначний успіх мали й намагання латеранського собору 1725 року.

## Наслідки
Франція розділилася на два табори — прихильників булли та противників її; перших підтримував уряд, других підбадьорювало співчуття з боку парламентів. Рух увійшов у нову фазу, коли 1727 року помер диякон Паріс, який належав до противників булли. На його могилі стали відбуватися сцени, що нагадували епоху найзапеклішої релігійної екзальтації: дива, зцілення, конвульсії. Янсенізм став набувати характеру епідемії, але це дискредитувало його в очах серйозних людей. Від нього відсахнувся 1728 року його захисник кардинал Ноайль, а з ним — низка прелатів. Лише три єпископи, парламенти та адвокати продовжували протестувати проти булли. Таким чином, прихильники янсенізму розділилися на дві течії: унизу рух набув характеру секти, нагорі, переважно серед судової верстви, він створив політичну за характером партію, яка стояла за вільності галліканської церкви і мала непримиренну ненависть до єзуїтів. Кардинал Флері, який стояв тоді на чолі управління, вилучив із ведення парламентів усі справи, що стосувалися янсенізму, а коли парламенти та адвокати страйкували, ув'язнив очільника непокірних. Це подіяло: парламенти почали знову засідати, а народ, скандалізований швидким переходом від завзяття до покори, майже втратив інтерес до руху. Ще десятки років, однак, янсеністи відстоювали проти правовірних свої положення, і парламенти часто приходили до них на допомогу.
У Нідерландах утворилася так звана утрехтська єресь, яка засуджувала янсенізм, визнавала верховенство папи, але все-таки відмовлялася прийняти булу Unigenitus.